# Forgotten Realms: Unlimited Adventures
Forgotten Realms: Unlimited Adventures, también conocido como Unlimited Adventures, o por los acrónimos FRUA o UA, es un videojuego lanzado originalmente el 17 de marzo de 1993 por Strategic Simulations,  para IBM PC bajo MS-DOS y Macintosh.

## Jugabilidad
Unlimited Adventures es un kit de construcción para juegos de rol en computadora, y toma su contenido de los juegos anteriores del motor Gold Box, con gráficos mejorados. El contrato de SSI con TSR, Inc. requería que la compañía dejara de usar el motor Gold Box, por lo que la empresa decidió liberar sus herramientas de desarrollo. Los juegos creados por los usuarios pueden compartirse con otros jugadores que también posean Unlimited Adventures. A partir de 2022, el programa todavía cuenta con una comunidad activa de usuarios.
El juego original permitía al usuario crear módulos de mazmorras, realizar cierta edición y renombrado de monstruos y personajes, así como importar imágenes y sprites de monstruos. Sin embargo, algunos elementos gráficos, como paredes, fondos de combate y pantallas de título, no podían modificarse en el juego sin alteraciones externas.
Estas limitaciones fueron superadas gracias a mods creados por la comunidad. La disponibilidad de estos mods permitió la creación de "worldhacks" (modificaciones integrales), diseñados para permitir la creación de aventuras de ciencia ficción, superhéroes, el Viejo Oeste y el Imperio Romano, entre otras. Un programa llamado UASHELL se encarga de aplicar y gestionar estos hacks, permitiendo al jugador usarlos de manera sencilla.
El programa de diseño de juegos hecho por fans, Dungeon Craft (originalmente llamado UA Forever), es un programa independiente que emula parcialmente el motor de FRUA, pero con una mayor facilidad para realizar modificaciones por parte del usuario.

## Compilaciones
Forgotten Realms Unlimited Adventures está incluido en la compilación "The Forgotten Realms Archives - Collection Two".

## Recepción
SSI vendió 32.364 copias de Unlimited Adventures. Computer Gaming World, en 1993, lo calificó como «el mejor kit de construcción de aventuras disponible», a pesar de que el motor Gold Box estaba «notablemente desfasado», según GameSpy, en 2004, aunque:
«los gráficos del juego eran pobres [...] y el uso de las herramientas podía ser un poco complicado, Unlimited Adventures era una excelente herramienta para los aspirantes a diseñadores de RPG».
James Trunzo reseñó Unlimited Adventures: Fantasy Construction Kit en White Wolf #37 (julio/agosto de 1993) y declaró que
«UA viene con documentación bien escrita y muy completa, que incluye una serie de tutoriales esenciales para familiarizarte con el diseño. UA también incluye una aventura completa que puedes jugar y modificar. Todos los escenarios se pueden guardar y jugar en otros ordenadores con tus amigos. Después de todo, ¡tú conocerás todos los secretos! La diversión de UA está en el diseño: tanto en el diseño del juego como en la diversión de crear tus propias aventuras.»